# أندرو تايلور (كاتب)
أندرو تايلور (بالإنجليزية: Andrew Taylor)‏ هو مؤلف وكاتب سيناريو وكاتب بريطاني، ولد في 14 أكتوبر 1951 في ستيفينيدج ‏ في المملكة المتحدة.

## وصلات خارجية
- الموقع الرسمي
- أندرو تايلور على موقع IMDb (الإنجليزية)